# Eberhard Kinzel
Eberhard Kinzel (18 de octubre de 1897 - 25 de junio de 1945) fue un general en la Wehrmacht de la Alemania Nazi durante la II Guerra Mundial quien comandó varias divisiones. Recibió la Cruz de Caballero de la Cruz de Hierro.

## Carrera militar
Kinzel estuvo en la sección Fremde Heere Ost, FHO o Ejércitos Extranjeros Este, hasta la primavera de 1942 cuando fue remplazado por Reinhard Gehlen. El FHO preparaba mapas de situación de la Unión Soviética, Polonia, Escandinavia y los Balcanes; y reunía información de potenciales adversarios.
Kinzel fue parte de la delegación que participó en las negociaciones sobre la rendición alemana en el brezal de Luneburgo con el Mariscal de Campo Bernard Montgomery el 4 de mayo de 1945.

## Muerte
Kinzel, junto con su novia Erika von Aschoff, se suicidó el 25 de junio de 1945.

## Vida personal
Kinzel era el tío de Günther Lützow.

## Condecoraciones
- Cruz de Caballero de la Cruz de Hierro el 21 de diciembre de 1942 como jefe del departamento GZ [Zentralabteilung].[5]

### Citas
1. ↑  Stalingrad, Battle of. «Eberhard Kinzel». Military Wiki (en inglés). Consultado el 3 de junio de 2020.
2. ↑  Höhne & Zolling 1972, p. 10.
3. ↑  Jr, Samuel W. Mitcham (2007). The German Defeat in the East, 1944-45 (en inglés). Stackpole Books. ISBN 978-0-8117-3371-7. Consultado el 3 de junio de 2020.
4. ↑  More 2013, p. 181.
5. ↑  Scherzer 2007, p. 441.